# Červivost hub

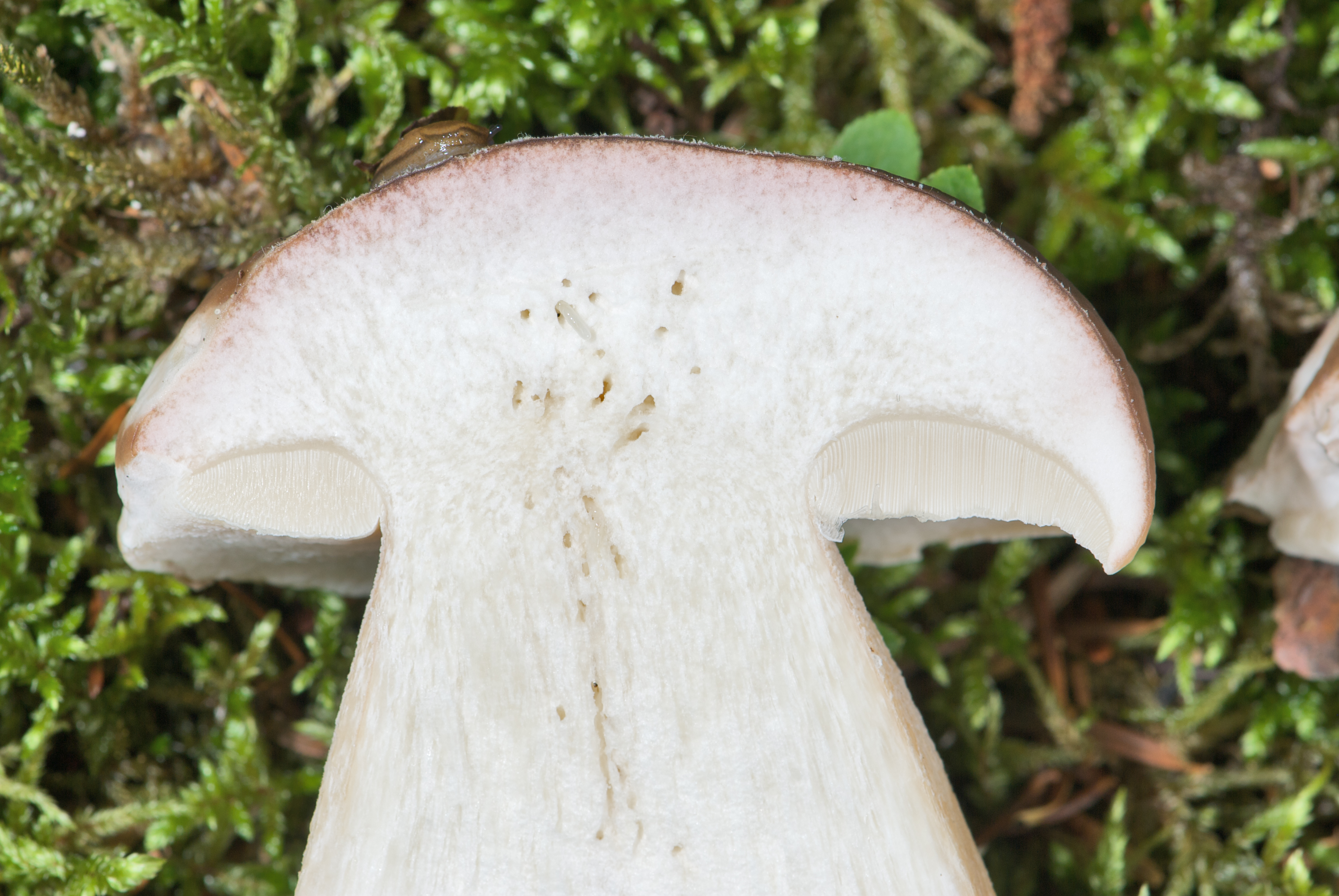
Hřib smrkový napadený larvami bedlobytky

Termín červivost hub označuje konzumaci plodnic vyšších hub larvami hmyzu. Červivost může záviset na konkrétním druhu hub, počasí (teplota a vlhkost) i stanovišti.

## Druhy hmyzu
Červivost působí larvy různých druhů létavého i lezoucího hmyzu. Pravé hřiby, ale i další druhy hub, napadají nejčastěji mouchy bedlobytky (např. bedlobytka hřibová, bedlobytka houbová), které kladou přes 100 vajíček do horní části třeně. Po dokončení vývoje v houbě se larvy přesouvají do země.

## Druhy hub
Červivost může být v určitých situacích pomocným znakem při určování některých hub. Například hřib přívěskatý (Boletus appendiculatus) se vyznačuje tlustými chodbičkami s hnědě zabarveným povrchem, hřib horský (Boletus subappendiculatus) chodbičkami zbarvenými růžově.
Mezi houby snadno červivějící patří například hřib žlutomasý (Xerocomellus chrysenteron) nebo muchomůrka růžovka (Amanita rubescens).
K houbám odolným červivosti patří hřib kovář (Boletus luridiformis), křemenáče, liška obecná (Cantharellus cibarius), bedla vysoká (Macrolepiota procera), stroček trubkovitý (Craterellus cornucopioides), pýchavky apod.